# Brania opisthodentata
Brania opisthodentata är en ringmaskart som beskrevs av Hartmann-Schröder 1979. Brania opisthodentata ingår i släktet Brania och familjen Syllidae. Inga underarter finns listade i Catalogue of Life.